# Bouillac (Aveyron)
Bouillac è un comune francese di 439 abitanti situato nel dipartimento dell'Aveyron nella regione dell'Occitania.

## Società

### Evoluzione demografica
Abitanti censiti